# HMS Agincourt (1913)
HMS Agincourt byla britská bitevní loď z období první světové války. Objednána byla brazilským námořnictvem, rozestavěné plavidlo později zakoupilo Osmanské námořnictvo, ale po vypuknutí války byla loď nakonec převzata britským královským námořnictvem. To ji za války bojově nasadilo. Po válce byla vyřazena a roku 1922 prodána k sešrotování.
Bitevní loď Agincourt byla se čtrnácti 305mm kanóny nejsilněji vyzbrojenou bitevní lodí své doby. Mezi bitevními plavidly kategorie dreadnought navíc drží primát v počtu dělových věží, kterých měla celkem sedm. Všechny ostatní dreadnoughty jich nesly maximálně šest. Nesla sedm dělových věží, které proto nebyly jako obvykle nazývány počátečními písmeny abecedy, nýbrž podle dnů v týdnu.
Všechny věže navíc byly umístěny v ose plavidla, což si vyžádalo použití velmi dlouhého trupu. Agincourt proto byla nejdelší britskou bitevní lodí nasazenou v první světové válce.

## Stavba

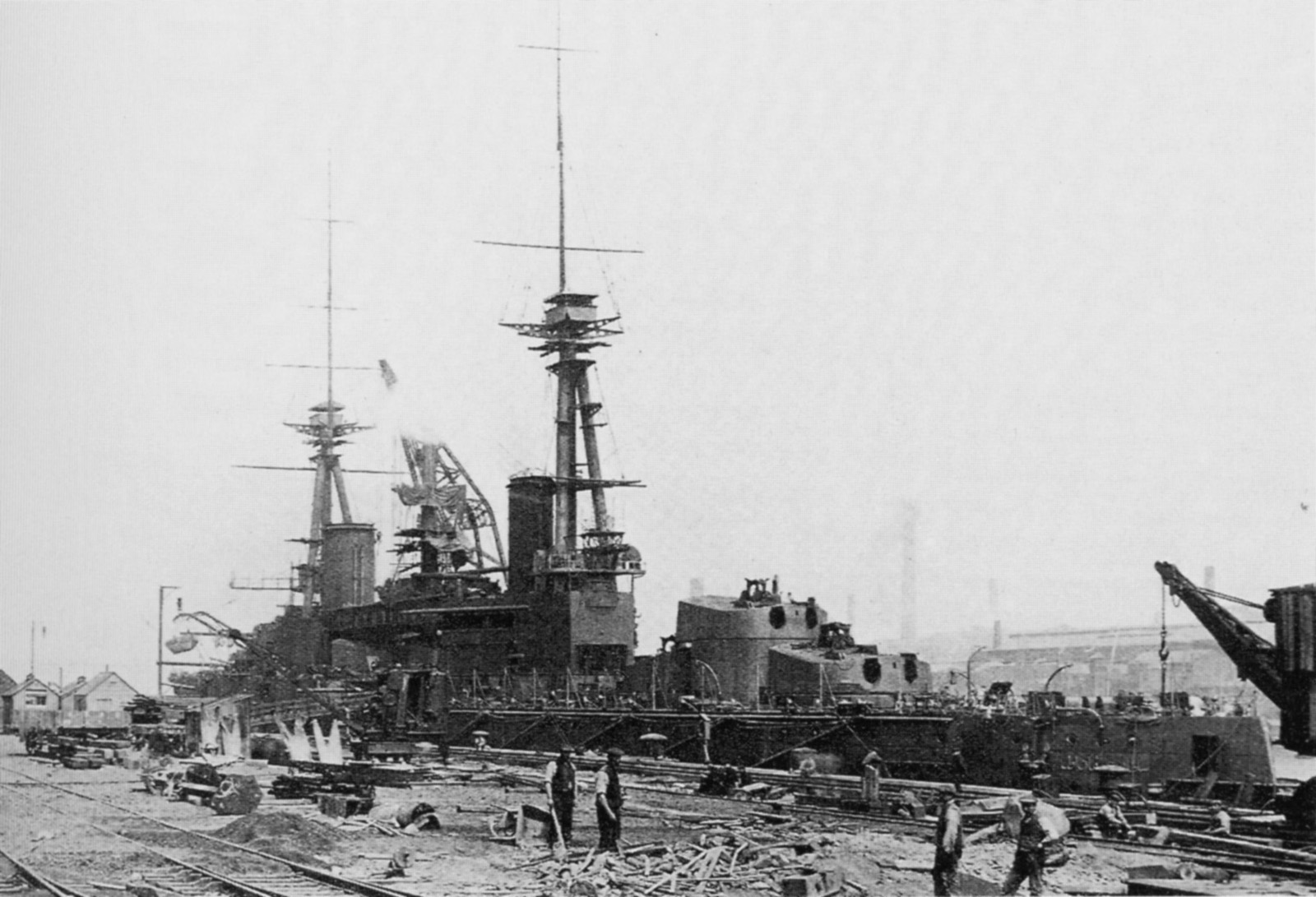
dokončování lodě Sultan Osman I

Brazílie objednala stavbu bitevní lodě Rio de Janeiro roku 1911 u britské loděnice Armstrong v Elswicku. Trup byl na vodu spuštěn roku 1913. Země se však dostala do finančních potíží a počátkem roku 1914 rozestavěné plavidlo prodala Osmanské říši. Bitevní loď byla dokončena v loděnici v Devonportu jako Sultan Osman I. V atmosféře rostoucího mezinárodního napětí ale bylo její předání Osmanskému námořnictvu pozdrženo. Nakonec byla loď zrekvírována Brity pro posílení britského královského námořnictva a do operační služby vstoupila 7. srpna 1914 pod názvem Agincourt.

## Konstrukce

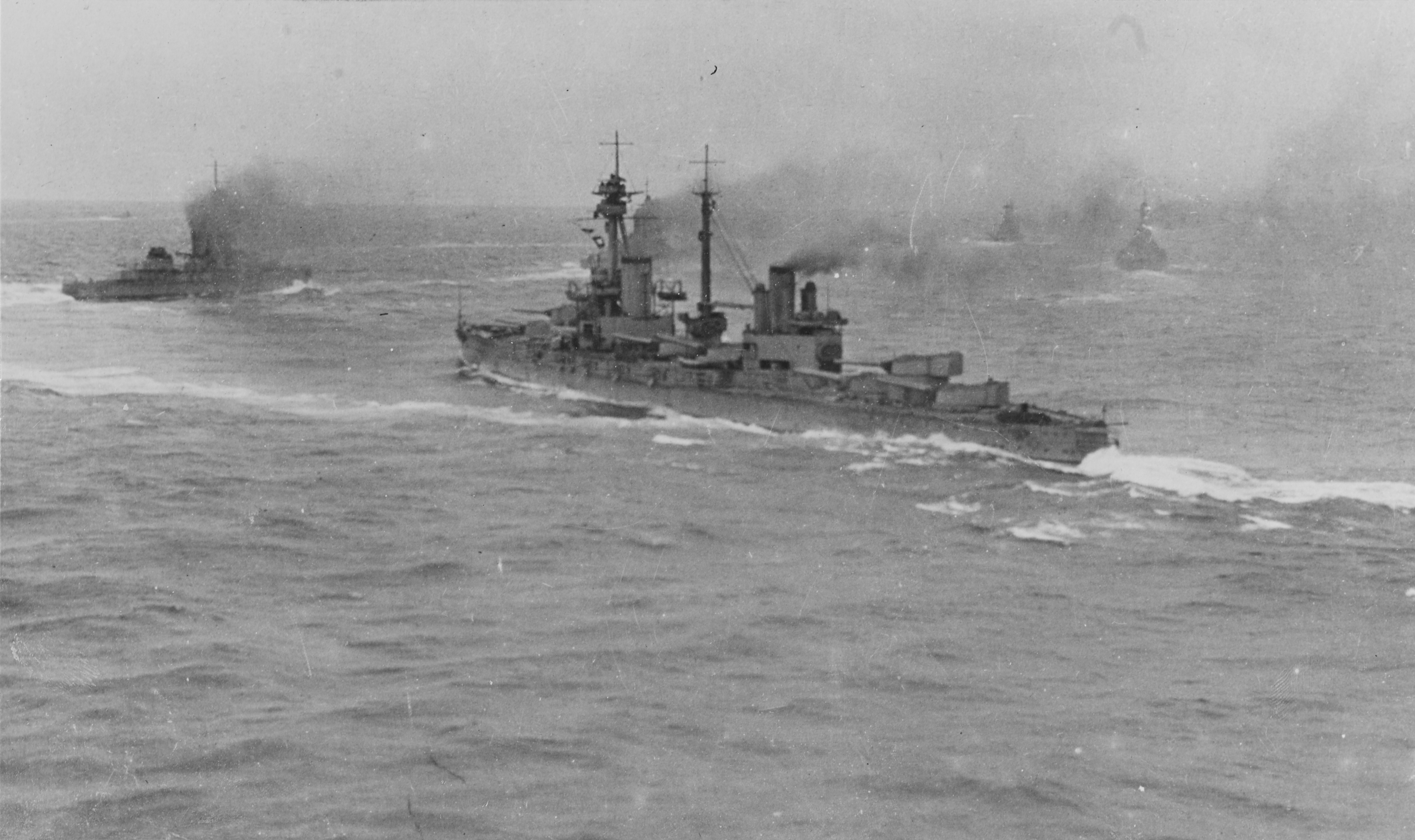
Agincourt v roce 1918

Hlavní výzbroj lodi byla velmi silná, její slabinou však byla slabší pancéřová ochrana. Tvořilo ji čtrnáct 305mm kanónů Mk XIII umístěných ve dvoudělových věžích. Sekundární výzbroj představovalo dvacet 152mm kanónů BL Mk XIII. Lehkou výzbrojí bylo deset 76mm kanónů QF Mk I a dva 76mm protiletadlové kanóny QF MkI HA. Loď rovněž nesla tři 533mm torpédomety. Pohonný systém tvořily čtyři turbíny Parsons a 22 kotlů Babcock & Wilcox. Lodní šrouby byly čtyři. Nejvyšší rychlost dosahovala 22 uzlů.

## Operační služba
Agincourt byl zařazen do stavu 4. eskadry bitevních lodí, operující v rámci Velkého loďstva. Roku 1915 byl převeden k 1. eskadře bitevních lodí. V roce 1916 Agincourt bojoval v bitvě u Jutska. Během střetnutí vystřelil 144 nábojů ráže 305mm a neutrpěl žádné poškození. Na konci války byl součástí 2. eskadry bitevních lodí. Roku 1922 byl prodán k sešrotování.